# Enlinia farri
Enlinia farri är en tvåvingeart som beskrevs av Robinson 1975. Enlinia farri ingår i släktet Enlinia och familjen styltflugor.
Artens utbredningsområde är Jamaica. Inga underarter finns listade i Catalogue of Life.